# Лебраде
Лебраде (њем. Lebrade) општина је у њемачкој савезној држави Шлезвиг-Холштајн. Једно је од 84 општинска средишта округа Плен. Према процјени из 2010. у општини је живјело 601 становника. Посједује регионалну шифру (AGS) 1057045.

## Географски и демографски подаци
Лебраде се налази у савезној држави Шлезвиг-Холштајн у округу Плен. Општина се налази на надморској висини од 41 метра. Површина општине износи 18,6 km². У самом мјесту је, према процјени из 2010. године, живјело 601 становника. Просјечна густина становништва износи 32 становника/km².

## Међународна сарадња
| Мјесто | Држава | Врста сарадње | Од    |
| ------ | ------ | ------------- | ----- |
|        | Тунис  | партнерство   | 1973. |
| Неман  | Русија | партнерство   | 2006. |
| Извор  |        |               |       |